# 아무르스코제이스카야 평원
아무르스코제이스카야 평원(러시아어: Аму́рско-Зе́йская равнина)은 러시아 극동에 위치한 아무르주의 평원이며, 아무르강과 제야강 사이에 위치해 있다.